# Герб Берестечка
Герб Бересте́чка — офіційний символ міста Берестечко Волинської області, затверджений 22 червня 2001 тринадцятою сесією Берестечківської міської ради другого скликання. Герб є промовистим.
Автор — А. Ґречило.

## Опис
Щит понижено перетятий, у верхньому синьому полі виростає золотий берест із трьома листочками, внизу — розділене косошахово червоно-золоте поле. 
Щит обрамований декоративним картушем і увінчаний срібною міською короною з трьома мерлонами.

## Зміст
Паросток береста вказує на одну з версій про походження назви міста від берестяних лісів. Шахове ділення уособлює поле бою, политі кров'ю піщані ґрунти. Символи вказують на відродження містечка після трагічних та складних подій. Синій колір означає доброзичливість і благородство, а також води річки Стир.